# Louisville (Ohio)
Louisville es una ciudad ubicada en el condado de Stark en el estado estadounidense de Ohio. En el Censo de 2010 tenía una población de 9186 habitantes y una densidad poblacional de 645,8 personas por km².

## Geografía
Louisville se encuentra ubicada en las coordenadas 40°50′12″N 81°15′52″O / 40.83667, -81.26444. Según la Oficina del Censo de los Estados Unidos, Louisville tiene una superficie total de 14,22 km², de la cual 14,22 km² corresponden a tierra firme y (0%) 0 km² es agua.

## Demografía
Según el censo de 2010, había 9186 personas residiendo en Louisville. La densidad de población era de 645,8 hab./km². De los 9186 habitantes, Louisville estaba compuesto por el 98,33% blancos, el 0,17% eran afroamericanos, el 0,16% eran amerindios, el 0,28% eran asiáticos, el 0% eran isleños del Pacífico, el 0,19% eran de otras razas y el 0,86% pertenecían a dos o más razas. Del total de la población el 1,27% eran hispanos o latinos de cualquier raza.